# Никонцев, Николай Анатольевич
Николай Анатольевич Никонцев (15 августа 1957, Свердловск — 9 апреля 2013) — советский хоккеист, вратарь.

## Биография
Воспитанник свердловского «Спартаковца».
В сезонах 1973/74 — 1976/77 играл в первой лиге за «Автомобилист» Свердловск.
Сезон 1977/78 провёл в команде второй лиги «Спутник» Нижний Тагил.
Два сезона провёл в ленинградском СКА — в первом в 24 матчах пропустил 102 шайбы, во втором провёл один матч — против «Динамо» Москва (1:6).
В дальнейшем играл за команды низших лиг СКА Свердловск (1980/81 — 1981/82), «Рубин» Тюмень (1982/83 — 1989/90), «Луч» Свердловск (1989/90).
С 1998 года работал тренером в СДЮШОР «Спартаковец». В 2006—2008 годах — тренер вратарей в «Автомобилисте». В сезоне 2012 — тренер команды «Автомобилиста» 1998 года рождения.
Скончался 9 апреля 2013 года в результате травм, полученных в автокатастрофе. Похоронен на Сибирском кладбище Екатеринбурга.
Сын Анатолий также хоккеист.